# Sveti Kajetan iz Tijene
Sveti Kajetan iz Tijene (talijanski: Gaetano di Thiene; latinski Cajetanus Thienaeus), (Vicenza, 1. listopada 1480. – Napulj, 7. kolovoza 1547.), talijanski svećenik, utemeljitelj reda teatinaca.

## Životopis

### Mladost i obrazovanje
Kajetan je rođen 1. listopada 1480. godine u Vicenzi, kao najmlađi od trojice sinova plemića Gaspara di Thienea i Marije da Porto. Rano je ostao bez oca (1492.), pa se vezao uz svoju pobožnu majku. Gaetano je studirao u Padovi, gdje je 17. srpnja 1504. doktorirao građansko i kanonsko pravo. Za vrijeme ljetovanja u Rampazzu, gdje je njegova obitelj imala posjed, dao je 1505. sagraditi crkvu svete Magdalene, koja i danas služi kao župna crkva.

### Pravnička i svećenička služba
Godine 1506. otišao je u Rim i preuzeo službu apostolskog protonotara, pisara i pravnika za pontifikata pape Julija II. (1503. – 1513.) kojem je pomogao u izmirenju s Venecijom. Postao je aktivan član rimskog Oratorija božanske ljubavi i uključio se u njihove molitve i dvorenje bolesnika. Za svećenika je zaređen 30. rujna 1516. godine u rimskoj bazilici sv. Marije Velike. U božićnom razdoblju imao je u toj bazilici viđenje, za kojeg mu je Blažena Djevica Marija pružila dijete Isusa. Godine 1518. vratio se u rodnu Vicenzu, u kojoj je mnogo učinio za procvat istinske pobožnosti u raznim bratovštinama. Svoju djelatnost proširio je i na Veronu i Veneciju. U Vicenzi i Veneciji osnovao je bolnice za neizlječive bolesnike.

### Kongregacija regularnih klerika (teatinci)
Uskoro se počeo baviti mišlju o osnivanju skupine svećenika koja bi bila spremna provoditi uzoran redovnički, molitveni život. Kako bi ostvario tu zamisao, Gaetano se 1523. vratio u Rim, gdje su mu se pridružili i njegovi prvi suradnici, među njima i Gian Pietro Carafa, biskup u Chietiju (Abruzzo), budući papa Pavao IV. Novi red, Kongregaciju regularnih klerika, osnovali su 3. svibnja 1524. godine, a odobrio ga je 24. lipnja iste godine papa Klement VII. Prvi članovi položili su svečane zavjete 14. rujna 1524. u bazilici svetog Petra. Prvi poglavar bio im je Gian Pietro Carafa, a kako se Chieti na latinskom kaže Theate, pripadnici novog reda prozvali su se teatinci (teatini). Sveti Gaetano definirao je duhovni život kao radost, po kojoj se čovjek kršćanin u svemu dušom i tijelom suobličuje Isusu Kristu. Od 14. rujna 1527. djelovao je kao generalni poglavar reda. Njegovi teatinci su svojim duhovnim programom nasljedovanja Krista raspetoga zahvaćali u ono bitno, bez čega nema i ne može biti obnove. On je naglašavao da jedino samozatajnost i nošenje križa, povezani žarom ljubavi, donose pravi život i obnovu. Djelovao je od 1527. u Veneciji i Veroni, a od 1533. u Napulju. U tom je gradu sa svojim redovnicima nastojao odgajati kršćanski puk i postao jedan od prvih promicatelja čestog primanja svete pričesti. Mnogo je radio i na socijalnom zbrinjavanju bolesnika i nevoljnika, borio se protiv korupcije, a u Napulju je osnovao i banku za siromahe, po nekima i prvu kreditnu ustanovu, usmjerenu protiv lihvara i zelenaša. Kajetan je preminuo u Napulju 7. kolovoza 1547. godine.

## Štovanje
Blaženim ga je 8. listopada 1629. proglasio papa Urban VIII., a svetim 12. travnja 1671. papa Klement X. Papa Pio XII. smatrao je svetog Kajetana vatrenim apostolom božanske ljubavi te značajnim pobornikom kršćanskog milosrđa. Zaštitnik je nezaposlenih osoba, radnika, kartaša, kockara, kontrolora te mnogih naselja, župa, crkava i kapela diljem svijeta. Njegove relikvije časte se u napuljskoj crkvi Sv. Pavao Veliki (San Paolo Maggiore). Redovnici teatinci djeluju uspješno i danas, u Europi, Južnoj i Sjevernoj Americi, u više od 30 kuća, s oko 190 članova, od toga više od 130 svećenika.
Hrvatski je teatinac Kajetan Vičić u epu Tieneida (Thieneis) opisao život svetog Kajetana.

## Vanjske poveznice
Ostali projekti
|  | Zajednički poslužitelj ima još gradiva o temi Sveti Kajetan iz Tijene |

Mrežna mjesta
- teatinos.org, službeno mrežno mjesto teatinaca